# Willem Karel van Dedem

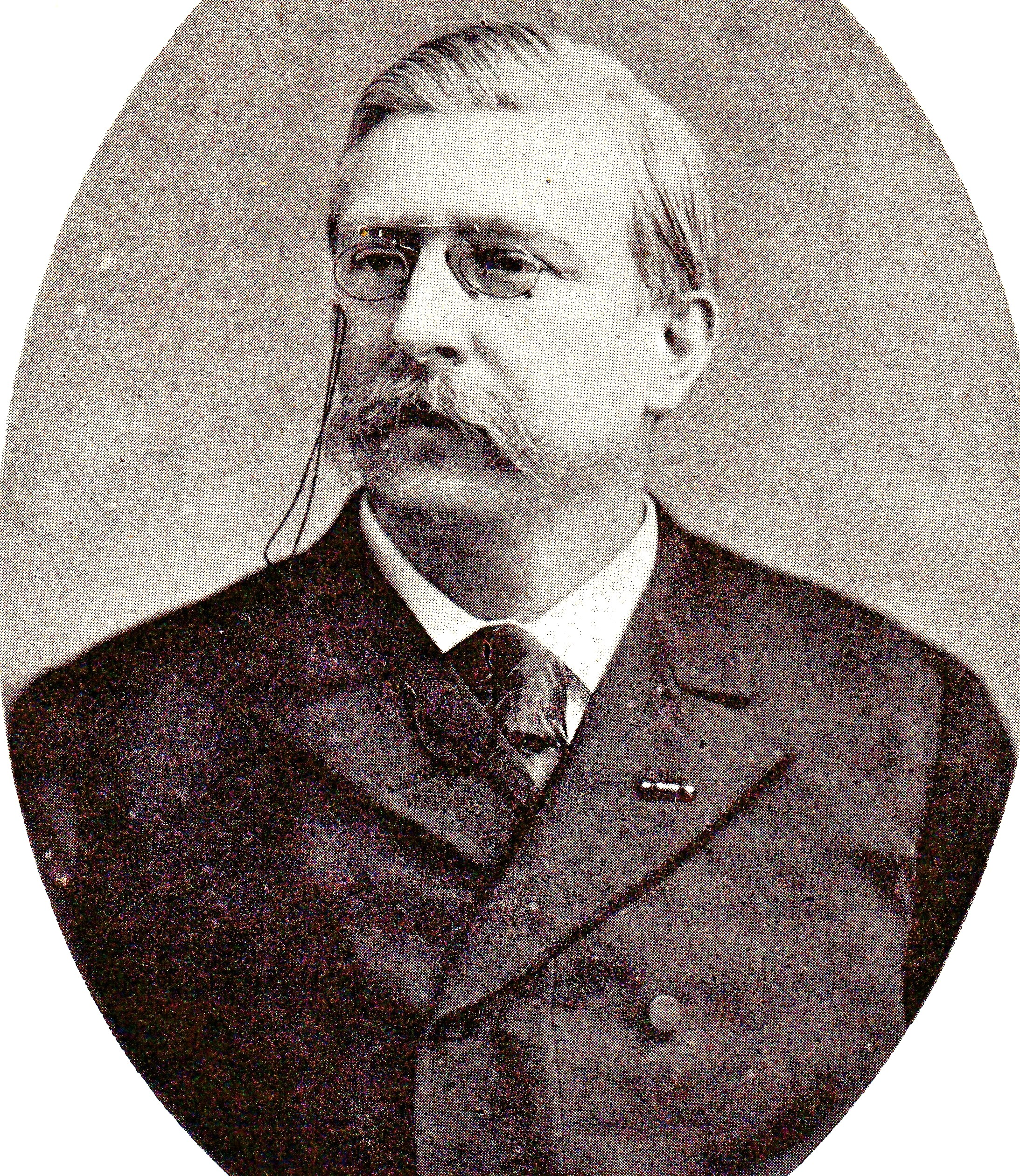
Willem Karel van Dedem (1895)

Willem Karel Baron van Dedem (* 6. Juli 1839 in Heerde, Provinz Gelderland; † 2. April 1895 in Calcutta, Britisch-Indien) war ein niederländischer Jurist und liberaler Politiker der Liberale Unie, der nach einer Laufbahn als Rechtsanwalt in Niederländisch-Indien Bürgermeister von Hoorn, Mitglied der Zweiten Kammer der Generalstaaten sowie Vorsitzender der Indischen Genossenschaft (Indisch Genootschap) war. Zwischen 1891 und 1894 fungierte er als Minister für die Kolonien im Kabinett von Ministerpräsident Gijsbert van Tienhoven und bereitete während dieser Zeit die Gesetzgebung auf dem Gebiet der Dezentralisierung in Niederländisch-Indien vor.

## Leben

### Studium, Rechtsanwalt in Niederländisch-Indien und Bürgermeister von Hoorn
Van Dedem begann nach dem Schulbesuch am 19. September 1856 ein Studium in den Fächern Römisches Recht und Recht der Niederlande an der Hochschule zu Leiden, das er am 19. Juni 1861 abschloss. Zugleich erfolgte dort seine Promotion zum Doktor der Rechte mit einer Dissertation zum Thema Over de intrekking der recepissen uitgegeven krachtens de publicatie van de Gouverneur-Generaal van Nederlandsch Indië van 4 februari 1846. Neben seinem Studium an der Hochschule zu Leiden absolvierte er bis 1861 auch ein Studium der Indologie an der Königlichen Akademie zu Delft und war danach zwischen 1861 und 1862 als Juristischer Beamter Erster Klasse in der Zivilverwaltung in Niederländisch-Indien tätig. 1862 verließ er den öffentlichen Dienst und nahm eine Tätigkeit als Rechtsanwalt sowie später als Staatsanwalt in Semarang auf, die er 1873 beendete.
Nach seiner Rückkehr in die Niederlande begann van Dedem 1873 seine politische Laufbahn in der Kommunalpolitik und war anfangs Mitglied des Gemeinderates von Hoorn, ehe er am 16. Juli 1875 als Nachfolger von Willem Christiaan Jan de Vicq Bürgermeister von Hoorn wurde. Diese Funktion bekleidete er mehr als 16 Jahre lang und wurde am 21. August 1891 von A. E. Zimmerman abgelöst.

### Abgeordneter und Minister
Neben seiner kommunalpolitischen Laufbahn wurde van Dedem für die Liberalen am 7. Juli 1880 auch zum Mitglied des Parlaments (Provinciale Staten) der Provinz Noord-Holland gewählt und gehörte diesem als Vertreter des Wahlkreises Hoorn bis zum 21. August 1891 an.
Des Weiteren wurde er am 21. September 1880 auch zum Mitglied der Zweiten Kammer der Generalstaaten gewählt und vertrat in dieser erstmals bis zum 11. Oktober 1884 den Wahlkreis Hoorn. Er war zwischen dem 17. November 1884 und dem 18. Mai 1886, vom 14. Juli 1886 bis zum 17. August 1887, zwischen dem 19. September 1887 und dem 27. März 1888 sowie zuletzt vom 1. Mai 1888 bis zum 21. August wieder Mitglied der Zweiten Kammer für den Wahlkreis Hoorn.
Der Politiker der Liberale Unie war zwischenzeitlich von 1881 und 1886 auch Vorsitzender der Indischen Genossenschaft (Indisch Genootschap). Für seine langjährigen Verdienste wurde ihm im Mai 1884 das Ritterkreuz des Ordens vom Niederländischen Löwen verliehen.
Am 21. August 1891 wurde er als Minister für die Kolonien (Minister van Koloniën) im Kabinett von Ministerpräsident Gijsbert van Tienhoven und bekleidete dieses Ministeramt bis zum 9. Mai 1894. Er bereitete während dieser Zeit die Gesetzgebung auf dem Gebiet der Dezentralisierung in Niederländisch-Indien vor.
Van Dedem, der auch zum Großoffizier des Ordens von Oranien-Nassau ernannt wurde, war ein Schwager von Willem Hendrik de Beaufort, der zwischen 1891 und 1897 ebenfalls Mitglied der Zweiten Kammer der Generalstaaten war.

## Schriften
- Over de intrekking der recepissen uitgegeven krachtens de publicatie van de Gouverneur-Generaal van Nederlandsch Indië van 4 februari 1846, Dissertation 1861.